# Колпаковка (Свердловская область)
Колпаковка — посёлок в Шалинском районе Свердловской области России. Входит в Шалинский муниципальный округ.
Ранее посёлок был центром Колпаковского сельсовета Шалинского района.

## География
Посёлок Колпаковка расположен в 24 километрах к северу от посёлка Шаля, (в 37 километрах по автодороге), в лесной местности, вблизи рек Кашки и Чусовой. В посёлке расположена станция Харёнки Свердловской железной дороги.

## История
Посёлок Колпаковка основан в 1915 году в связи со строительством железной дороги.

## Население
| 2002 | 2010  | 2021 |
| ---- | ----- | ---- |
| 1516 | ↘1317 | ↘917 |